# Вельо Мутафчиев
Вельо Танчев Мутафчиев е български революционер, деец на Върховния македоно-одрински комитет.

## Биография
Вельо Мутафчиев е роден на 3 март 1888 година във валовищкото село Горни Порой, тогава в Османската империя, днес в Гърция. Прадядо му Георги Мутафчиев е родом от Берово. Завършва първи клас (днес пети) в училището във Варош махала, а през декември 1906 година влиза в редовете на ВМОК, като преводач на чети. 
Занимава се със каменоделство и земеделие. През Балканските войни е македоно-одрински опълченец в четата на Иван Смоларски, Сярска чета, 1 рота на 14 воденска дружина.
След войните се се установява в село Коларово, където живее със семейството си.
Умира през 1973 година в Коларово.